# 玛蒂尔达·鲁日奇科娃
玛蒂尔达·鲁日奇科娃（捷克語：Matylda Růžičková，1933年3月29日—），旧姓马陶什科娃-希诺娃（Matoušková-Šínová），捷克女子竞技体操运动员。她曾代表捷克斯洛伐克参加1952年、1956年和1960年夏季奥林匹克运动会体操比赛，获得一枚银牌和一枚铜牌。